# Santiago van der Putten
Santiago Alberto van der Putten Campos (San Rafael de Escazú, 25 de junio de 2004) es un futbolista costarricense que juega como defensa central en la L. D. Alajuelense de la Primera División de Costa Rica.

## Trayectoria

### L. D. Alajuelense
Realizó su debut con el 16 de mayo de 2022 contra el Santos de Guápiles siendo el jugador titular, disputando 76 minutos, el encuentro finalizó con el marcador 2-0 a favor de Santos de Guápiles.

### Betis Deportivo Balompié
El 19 de agosto de 2022, se realizó de manera oficial su fichaje a las categorías inferiores del Real Betis Balompié en condición de préstamo de parte de la L. D. Alajuelense uniéndose al Real Betis Balompié Juvenil A.
El 9 de abril de 2023, debutó con el Betis Deportivo Balompié en la Segunda Federación ante el C. D. Utrera en el que disputó ochenta y un minutos en la victoria 1-4.

### L. D. Alajuelense
Después de una larga lesión, el 10 de agosto de 2024 disputó su primer partido de la temporada 2024-25, contra el Municipal Pérez Zeledón, Santiago sumó la totalidad de minutos por la victoria 2-1. El 27 de agosto, convirtió su primera anotación por medio de la Copa Centroamericana de Concacaf contra el Comunicaciones F. C., el gol fue sucedido al minuto 85 por la victoria 2-1.

## Selección nacional

### Categorías inferiores
El 7 de diciembre de 2019, Santiago jugó la final del torneo UNCAF contra Honduras, con el gol de su compañero Josimar Alcócer al minuto 4, logró abrir el marcador 1-0, al minuto 29, Honduras llegó a empatar el partido 1-1. Finalizado los 90 minutos, ambos equipos definieron en la tanda de penales, logrando buscar el ganador del torneo. Santiago obtuvo su título con Costa Rica Sub-15, venciendo a Honduras en tanda de penales con el marcador 3-2.
Fue convocado por el técnico Vladimir Quesada para los partidos del Torneo Uncaf Sub-19 de 2022, tomando el rol de capitán y jugando todos los partidos con la selección de Costa Rica. Santiago se enfrentó en la primera fase a las selecciones de Panamá, Guatemala y Puerto Rico, la selección de Costa Rica, logró empatar los duelos contra Panamá, Guatemala, y ganando por un marcador superior ante Puerto Rico, logrando de esta manera clasificar a la final contra El Salvador. La selección de Costa Rica lograba ganar la final, coronándose campeones en el marcador 5-4 del Torneo Uncaf Sub-19.
Fue convocado el 9 de junio de 2022, siguiendo el proceso del técnico Vladimir Quesada para el Campeonato Sub-20 de la Concacaf. Realizó su debut el 18 de junio en el torneo contra Jamaica en el que disputó la totalidad de minutos en el empate 1-1. Dos días después, Costa Rica se enfrentó a la selección de Antigua y Barbuda en que Santiago entró desde el banco de suplencia en el segundo tiempo al minuto 47, Costa Rica abrió el marcador con un pase de Santiago que dio asistencia a gol para su compañero Brandon Calderón, el encuentra finalizó con la victoria en el marcador 0-3. El 22 de junio, Santiago fue titular contra Honduras, disputando la totalidad de minutos, consumiendo la derrota ante los catrachos por 1-0, Costa Rica quedó en la posición 2° con 4 puntos, logrando clasificar a octavos de final de la competición. La selección de Costa Rica, en la etapa de octavos de final se enfrentó contra Trinidad y Tobago, Santiago fue jugador titular en el encuentro, tomando el rol de capitán, el encuentro finalizó con victoria 4-1, siendo la primera selección clasificada a cuartos de final. El 28 de junio, Santiago se enfrentó contra Estados Unidos, disputando la totalidad de minutos por la derrota Costa Rica en el marcador 2-0, eliminados de la competición de y sin obtener la clasificación a la Copa Mundial de Fútbol Sub-20 de 2023.
El 29 de mayo de 2023, se oficializó la convocatoria del director técnico Douglas Sequeira para la nómina de los jugadores para representar a la selección de Costa Rica sub-23 en la competición del Torneo Maurice Revello de 2023, Santiago fue parte de la nómina. Santiago disputó en el juego inaugural contra Venezuela como titular, por el empate 1-1, obteniendo la victoria en penales por 3-4. En su segundo compromiso, ingresó de cambio al inicio del segundo tiempo, por la derrota 3-1. En su tercer partido, disputó como titular contra Arabia Saudita, empatando el marcador por 0-0, perdiendo la serie en penales por 3-2, quedando eliminados de la competición en fase de grupos. Costa Rica disputó un partido por el undécimo puesto contra Catar, Santiago disputó la totalidad de minutos por la derrota 2-4.

#### Participaciones internacionales
| Competición                              | Sede     | Resultado        | Partidos | Goles |
| ---------------------------------------- | -------- | ---------------- | -------- | ----- |
| Torneo Uncaf Sub-19 de 2022              | Belice   | Campeón          | 4        | 0     |
| Campeonato Sub-20 de la Concacaf de 2022 | Honduras | Cuartos de final | 5        | 0     |
| Torneo Maurice Revello de 2023           | Francia  | Fase de grupos   | 4        | 0     |

### Selección nacional
El 15 de enero de 2025, se oficializó su convocatoria del director técnico Miguel Herrera de un partido amistoso en fecha no FIFA contra Estados Unidos. El 22 de enero, debutó contra Estados Unidos, participando por 45 minutos del primer tiempo y siendo sustituido al inicio de la parte complementaria, el encuentro finalizó con derrota 3-0. El 16 de marzo de 2025, se oficializó su convocatoria para el repechaje de la Copa de Oro de la Concacaf 2025 en dos partidos contra Belice.

#### Participaciones internacionales
| Competición                     | Sede                    | Resultado        | Partidos | Goles |
| ------------------------------- | ----------------------- | ---------------- | -------- | ----- |
| Copa de Oro de la Concacaf 2025 | Estados Unidos · Canadá | Cuartos de final | 2        | 0     |

## Estadísticas

### Clubes
Actualizado al último partido jugado el 16 de agosto de 2025.
| Club                           | Div.          | Temporada     | Liga  | Liga  | Liga   | Copas nacionales | Copas nacionales | Copas nacionales | Copas internacionales | Copas internacionales | Copas internacionales | Total | Total | Total  |
| Club                           | Div.          | Temporada     | Part. | Goles | Asist. | Part.            | Goles            | Asist.           | Part.                 | Goles                 | Asist.                | Part. | Goles | Asist. |
| ------------------------------ | ------------- | ------------- | ----- | ----- | ------ | ---------------- | ---------------- | ---------------- | --------------------- | --------------------- | --------------------- | ----- | ----- | ------ |
| L. D. Alajuelense · Costa Rica |               |               |       |       |        |                  |                  |                  |                       |                       |                       |       |       |        |
| 1.ª                            | 2021-22       | 1             | 0     | 0     | —      | —                | —                | —                | —                     | —                     | 1                     | 0     | 0     |        |
| Total club                     | Total club    | 1             | 0     | 0     | 0      | 0                | 0                | 0                | 0                     | 0                     | 1                     | 0     | 0     |        |
| Betis Deportivo · España       |               |               |       |       |        |                  |                  |                  |                       |                       |                       |       |       |        |
| 4.ª                            | 2022-23       | 1             | 0     | 0     | —      | —                | —                | —                | —                     | —                     | 1                     | 0     | 0     |        |
| Total club                     | Total club    | 1             | 0     | 0     | 0      | 0                | 0                | 0                | 0                     | 0                     | 1                     | 0     | 0     |        |
| L. D. Alajuelense · Costa Rica |               |               |       |       |        |                  |                  |                  |                       |                       |                       |       |       |        |
| 1.ª                            | 2024-25       | 37            | 3     | 1     | 2      | 0                | 0                | 6                | 1                     | 1                     | 45                    | 4     | 2     |        |
| 1.ª                            | 2025-26       | 4             | 0     | 0     | 1      | 0                | 0                | 1                | 0                     | 0                     | 5                     | 0     | 0     |        |
| Total club                     | Total club    | 41            | 3     | 1     | 3      | 0                | 0                | 7                | 1                     | 1                     | 51                    | 4     | 2     |        |
| Total carrera                  | Total carrera | Total carrera | 43    | 3     | 1      | 3                | 0                | 0                | 7                     | 1                     | 1                     | 53    | 4     | 2      |
| 1. 2. Fuente:Transfermarkt     |               |               |       |       |        |                  |                  |                  |                       |                       |                       |       |       |        |

### Selección de Costa Rica
Actualizado al último partido jugado el 29 de junio de 2025.
| Selección                                         | Año | Eliminatorias | Eliminatorias | Eliminatorias | Continental | Continental | Continental | Mundial | Mundial | Mundial | Amistosos | Amistosos | Amistosos | Total | Total | Total  |
| Selección                                         | Año | Part.         | Goles         | Asist.        | Part.       | Goles       | Asist.      | Part.   | Goles   | Asist.  | Part.     | Goles     | Asist.    | Part. | Goles | Asist. |
| ------------------------------------------------- | --- | ------------- | ------------- | ------------- | ----------- | ----------- | ----------- | ------- | ------- | ------- | --------- | --------- | --------- | ----- | ----- | ------ |
| Absoluta · Costa Rica                             |     |               |               |               |             |             |             |         |         |         |           |           |           |       |       |        |
| 2025                                              | 0   | 0             | 0             | 2             | 0           | 0           | —           | —       | —       | 1       | 0         | 0         | 3         | 0     | 0     |        |
| Total                                             | 0   | 0             | 0             | 2             | 0           | 0           | 0           | 0       | 0       | 1       | 0         | 0         | 3         | 0     | 0     |        |
| 1. Fuente:Transfermarkt / National Football Teams |     |               |               |               |             |             |             |         |         |         |           |           |           |       |       |        |

## Palmarés

### Títulos nacionales
| Título                       | Club              | País       | Año  |
| ---------------------------- | ----------------- | ---------- | ---- |
| Torneo de Copa de Costa Rica | L. D. Alajuelense | Costa Rica | 2025 |
| Recopa de Costa Rica         | L. D. Alajuelense | Costa Rica | 2025 |

### Títulos internacionales
| Título                           | Club              | Sede     | Año  |
| -------------------------------- | ----------------- | -------- | ---- |
| Copa Centroamericana de Concacaf | L. D. Alajuelense | Alajuela | 2024 |

### Distinciones individuales
| Distinción                                                                         | Año  |
| ---------------------------------------------------------------------------------- | ---- |
| Mejor jugador sub-21 de la Primera División de Costa Rica del Torneo Clausura 2025 | 2025 |

## Vida privada
Santiago es nacido en Costa Rica, abuelo paterno neerlandés, padre nacido en Guatemala, y de abuela paterna nicaragüense.